# Anselmo di Nonantola
Anselmo (Cividale del Friuli, 723 – Nonantola, 803) è stato un abate longobardo, duca del Friuli dal 749 al 751, poi, ritiratosi, fondatore dell'abbazia di Nonantola di cui fu abate.

## Biografia
Abbiamo di lui notizie certe da bolle pontificie, diplomi e altri documenti. Anche una Vita scritta da un autore anonimo, che era già citata nel 1037 nel Catalogus Abbatum. Asceso al trono ducale di Cividale nel 749 (in associazione con Pietro), quando Astolfo, già duca in seguito all'elezione di Rachis a sovrano dei Longobardi, divenne a sua volta re a Pavia.
La tradizione della Chiesa cattolica lo identifica con sant'Anselmo da Nonantola, che avrebbe abbandonato il trono ducale nel 750-751, quando si ritirò nel monastero di Fanano, da lui stesso fondato in un luogo donatogli da re Astolfo, il quale avrebbe sposato sua sorella Gisaltruda. Due anni più tardi, intorno al 752, fondò poi il monastero di Nonantola, sempre presso Modena, per poi recarsi in seguito a Roma, dove papa Stefano II gli donò alcune reliquie di san Silvestro e lo nominò abate di Nonantola. In seguito fondò diversi ricoveri per i poveri e i malati, ma nel 756 venne scacciato da Nonantola dal nuovo re longobardo, Desiderio, che aveva intrapreso una vasta opera di riorganizzazione dei monasteri del regno longobardo per garantirsi il loro appoggio. Anselmo si ritirò a Montecassino fino al 774 quando, deposto Desiderio da Carlo Magno, poté rientrare a Nonantola, dove morì nell'803.
Un'identificazione alternativa, ipotetica e induttiva, è invece con il terzo figlio di Pemmone e Ratperga, accanto a Rachis e Astolfo: Ratchait. Se la corrispondenza è corretta, anche a lui va estesa la qualifica di "valoroso" attribuita da Paolo Diacono a tutti i figli di Pemmone. Ratchait appare alla corte di Liutprando all'indomani della deposizione del padre a favore di Rachis, nel momento in cui il sovrano ordina l'arresto dei sostenitori del duca deposto.

## Culto
Canonizzato dalla Chiesa cattolica, è ricordato il 3 marzo.
Dal Martirologio Romano: "A Nonantola in Emilia, sant'Anselmo, fondatore e primo abate del monastero del luogo, che per cinquant'anni promosse la disciplina monastica sia con l'insegnamento che con l'esercizio delle virtù."

## Anselmo nella letteratura
Anselmo di Nonantola compare come personaggio nel romanzo fantasy storico Donna di spade, dell'autore finalese Giuseppe Pederiali.